# Forum romain (Rome)
Cet article concerne le plus vieux forum de Rome. Pour les forums romains en général, voir Forum romain.
Le Forum romain ou Forum de Rome (Foro Romano en italien, Forum Romanum en latin), appelé aussi Forum Magnum (« Grand Forum ») ou Forum Vetus (« Vieux Forum »), est situé dans le site archéologique le plus important de Rome, entre les collines du Capitole et du Mont Palatin.
Le forum est la place principale de la Rome antique. Son importance historique, religieuse et politique en fait l'endroit autour duquel toute la vie de la ville s'articule : célébration de mariages, organisation de jeux, de combats de gladiateurs, de cérémonies et de fêtes religieuses, de défilés militaires (sur la Via Sacra), de proclamations politiques (par exemple lors de la crémation de Jules César, en ce même lieu)… Il est le centre vivant de la ville, à l'image de l'agora, lieu de rassemblement politique et mercantile des cités grecques.

## Histoire
À l'origine, entre le Capitole et le mont Palatin, près de la Velia, s’étend une petite plaine marécageuse d'un peu plus de huit hectares inondée régulièrement par le Tibre qui coule non loin. Le marais est alimenté par les eaux qui ruissellent des collines environnantes.

« En ces lieux, où sont aujourd'hui les forums, régnait l'humidité d'un marécage ; il s'y trouvait une fosse qu'emplissait à chaque crue l'eau du Tibre […] Partout des saules, des joncs à la tige creuse […] Il y avait aussi un bois sacré, hérissé de joncs et de roseaux, avec un marais impraticable pour les pieds chaussés. »

Les premières communautés se sont installées sur les hauteurs environnantes (les « Sabins » sur le Capitole et le Quirinal et les « Latins » sur le Palatin), se servant de la dépression du forum comme nécropole. Néanmoins, des vestiges retrouvés sous les temples de César et d'Antonin suggèrent que le village du Palatin s'étendait sur une partie de la vallée.
À partir du VIIIe siècle av. J.-C., la vallée marécageuse est colonisée et la nécropole est partiellement abandonnée, uniquement réservée aux enfants qui peuvent encore être enterrés au sein de la ville. Les adultes sont dorénavant enterrés sur l'Esquilin, en dehors de la zone urbaine. Au début du VIe siècle, la nécropole archaïque est définitivement abandonnée.

### Royauté romaine
La place du forum est aménagée pour la première fois en 616 av. J.-C. ou peu après, recouverte simplement de terre battue. À partir de cette époque, le forum n'est plus une zone périphérique aux villages (étymologiquement, forum signifie « en dehors ») mais devient la place centrale des villages alentour. La datation archéologique correspond aux premiers travaux d'aménagement d'envergure sous les Tarquins, rois étrusques (voir aussi lien Étrusque) de Rome, qui s'établirent là de -616 à -509.
Tarquin l'Ancien fait creuser un système de drainage des eaux vers le Tibre, la Cloaca Maxima, qui permet d'assécher les marais et d'assainir la zone,.
L'aménagement de la vallée du forum présuppose que le village du Palatin a fusionné avec les communautés établies sur le Capitole et le Quirinal. La construction d'un grand temple dédié à Jupiter sur le Capitole par Tarquin le Superbe montre que cette colline fait bien partie de la ville naissante de Rome. Au pied du Palatin sont construites des huttes puis de véritables maisons en bois rectangulaires avec soubassements en pierre. Ces dernières seront incendiées par les Gaulois de Brennus.
La partie du forum plus proche du Capitole, la partie publique, est d'abord divisée en deux sections bien distinctes : au nord, au pied de l'Arx, le Comitium devient le centre politique et judiciaire de la ville, tandis que les activités commerciales se concentrent au sud, sur le forum à proprement parler. Cette distinction paraît évidente dès la fin du VIIe siècle av. J.-C.. Une troisième section apparaît avec la construction de la Regia, à proximité du temple de Vesta, qui constitue la zone religieuse. Mais la principale fonction du forum semble commerciale. Les rois étrusques s'établissent sur le site car il permet le contrôle des routes commerciales de la région. Dès cette époque apparaissent des boutiques, et le forum devient le lieu où s'effectuent les échanges entre les différentes communautés établies sur les hauteurs.

### Le forum républicain

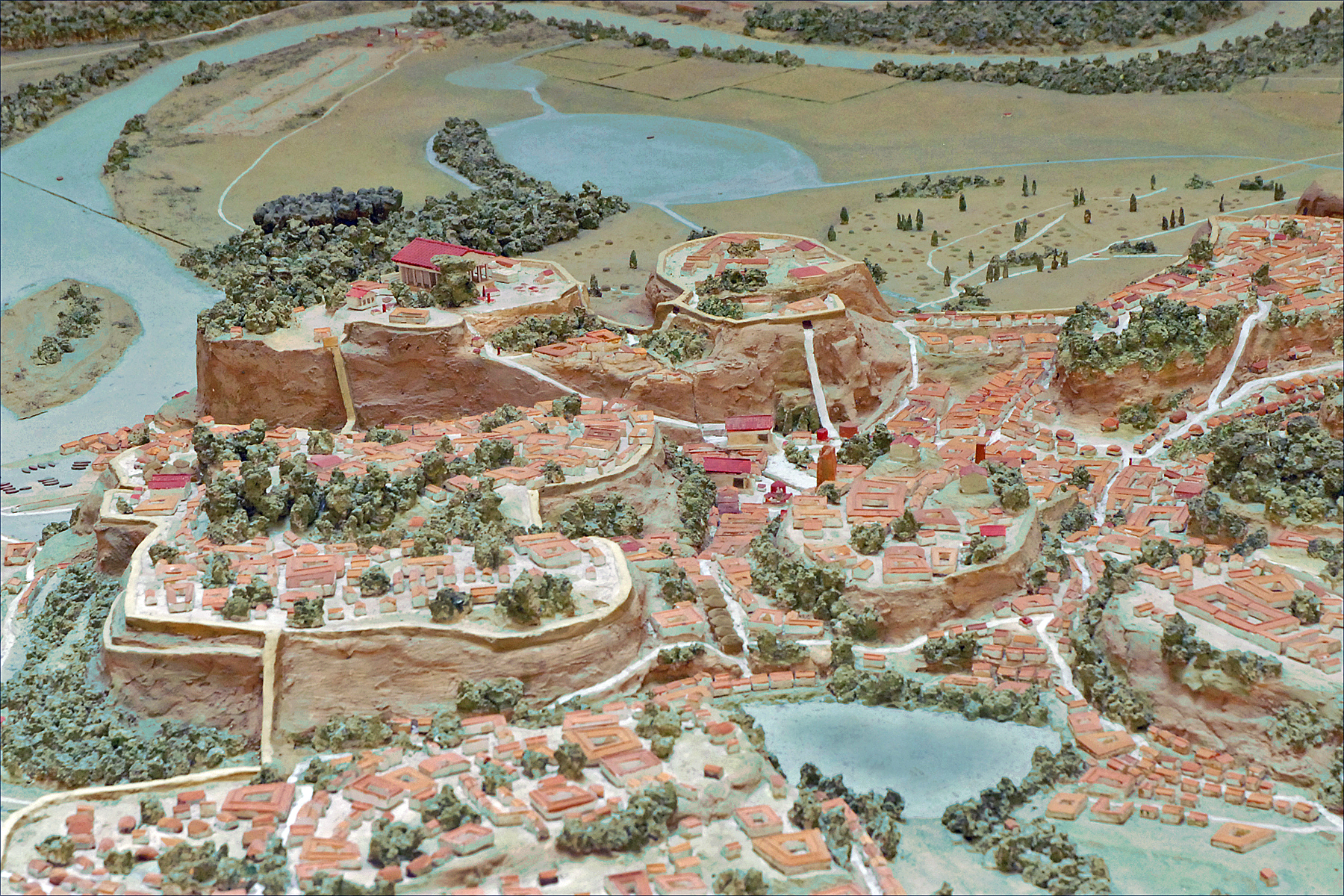
Maquette de Rome au début de la République, au centre la dépression du forum et à gauche le Capitole avec le temple de Jupiter, musée de la Civilisation romaine, EUR, Rome.

En -509, la royauté est abolie, laissant place à la République. Cet évènement ne semble pas altérer le développement de la ville. La première modification importante de la topographie du forum intervient avec la construction de deux sanctuaires, l'un dédié à Saturne, et l'autre dédié aux Dioscures, culte importé de Grèce. Le temple de Saturne, dont la construction a peut-être commencé sous la Royauté, se dresse à l'emplacement d'un vieil autel déjà dédié à ce dieu.
La deuxième moitié du Ve siècle av. J.-C. est une période méconnue de l'histoire de Rome, et il est difficile d'établir les modifications du lieu durant cette période. Cependant, la tradition rapportée par les auteurs antiques nous apprend que c'est à cette époque, vers -450, qu'est établie la Loi des Douze Tables qui constitue la base du droit romain. Cette loi est inscrite sur des tablettes en bronze fixées sur la tribune des orateurs. C'est vers la même époque que le sol en terre battue et fait de cailloux tassés est dallé pour la première fois.
Vers -390 une armée de Gaulois dirigée par Brennos (Brennus pour les Latins) saccagent et incendient Rome (mais l'étendue des dégâts semble avoir été exagérée par les historiens antiques, les archéologues n'ayant trouvé que peu de traces de cet évènement, ce qui peut aussi être compréhensible, au vu des multiples reconstructions faites en cette ville à différentes époques…).
Selon la tradition, Camille, qui a défait les Gaulois (mais ce fait est très controversé : voir le lien Brennus), élève un temple dédié à la Concorde sur le forum, sur les pentes du Capitole, en -367, pour célébrer la promulgation des lois licinio-sextiennes. Le Comitium est réaménagé à partir de 338 av. J.-C., date à laquelle on fixe des éperons de navires à la tribune des orateurs qui est baptisée Rostra. En 304 av. J.-C., l'édile Cnaeus Flavius, protégé du censeur Appius Claudius, élève un autel également dédié à la Concorde sur le Comitium, à proximité du Volcanal, ancien sanctuaire dédié à Vulcain. Une nouvelle restauration est menée en -264 à l'instigation du consul Manius Valerius Messalla, au début de la première guerre punique.
Le forum est de nouveau dallé après l'invasion gauloise, puis une troisième fois en -338. À chaque fois, le nouveau dallage prend appui sur l'ancien, entraînant une élévation du sol.
Certains des sanctuaires les plus anciens, comme le Lapis niger ou le Lacus Curtius, se retrouvent en sous-sol avant d'être recouverts à cause de la différence de niveau trop importante.
De chaque côté du forum, les premières boutiques qui existent depuis la Monarchie sont groupées en deux rangées qui se font face et introduisent dans le plan général de la place un semblant de symétrie. Sur le côté sud, les boutiques s'étendent du temple de Saturne au temple des Dioscures et au nord, elles bordent la Via Sacra. En 210 av. J.-C., cette dernière rangée est détruite dans un incendie et est reconstruite sous le nom de Boutiques neuves (Tabernae Novae) par opposition aux Boutiques anciennes (Tabernae Veterae) qui ont disparu. La présence de nombreuses boutiques qui drainent un flux considérable de marchands et de passants, renforce la fonction commerciale du Forum.
Les grands travaux d'envergure qui transforment définitivement le forum n'interviennent pas avant la fin des guerres puniques en Occident et la mainmise sur les États grecs en Orient.
Rome devient alors la capitale d'un empire qui domine le bassin méditerranéen. En conséquence, la ville se doit de se doter de structures adaptées à son nouveau rôle. Durant le IIe siècle av. J.-C., en quelques décennies seulement, la topographie du forum est radicalement transformée. Pour ne citer que les réalisations les plus importantes, ce n'est pas moins de quatre basiliques (Porcia, Aemilia, Sempronia et Opimia) qui sont construites et deux grands temples (dédiés à la Concorde et aux Dioscures) qui sont entièrement reconstruits.

### Fin de la République

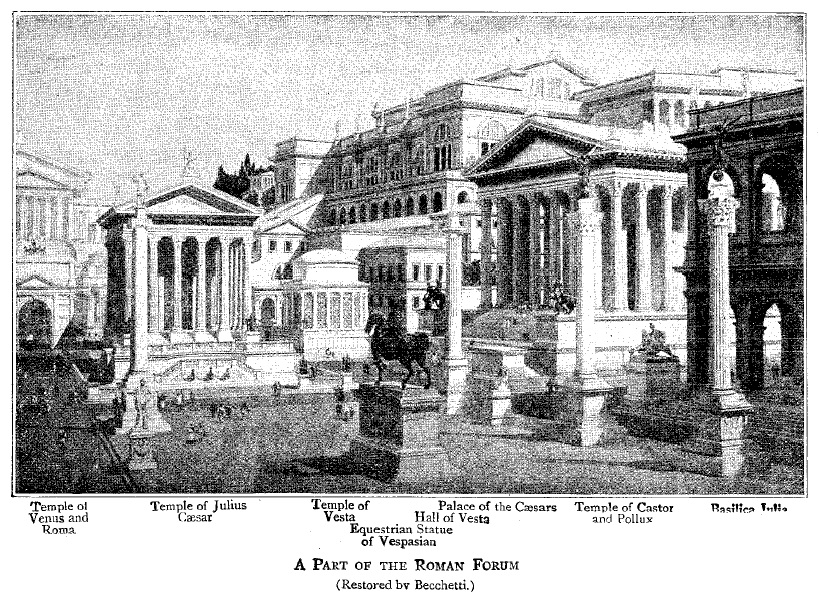
Reconstitution de la partie orientale du forum avec en arrière-plan les palais du Palatin.

Au début du Ier siècle av. J.-C., Sylla ferme la perspective vers l'ouest en construisant sur les pentes du Capitole la grande façade du Tabularium. Avec les basiliques Sempronia et Aemilia sur les côtés, le forum devient une place fermée. Cette tendance à rendre la place monumentale se renforce encore avec les projets d'urbanisme de César et d'Auguste à la fin du Ier siècle av. J.-C. et au début du Ier siècle. Le Comitium perd peu à peu son rôle politique et l'activité commerciale diminue, déjà délocalisée en partie dans le grand Macellum construit par les censeurs de 179 av. J.-C.
À la fin de la République, le vaste Empire romain s'étend de la Gaule à la Syrie et le vieux forum républicain ne peut plus jouer le rôle d'unique centre politique et économique de Rome. En réponse à ce besoin d'espace, Jules César, qui présente son projet comme un agrandissement du vieux forum, entreprend en fait la construction d'un nouveau forum. César tente d'organiser le forum en introduisant un ordre perceptible dans l'agencement des différents édifices. Il fait reconstruire la Curie qui comble la lacune que représente le Comitium dans le prolongement de la basilique Æmilia qu'il fait restaurer. En face, la basilique Sempronia est reconstruite et devient la basilique Julia. Son assassinat en 44 av. J.-C. met un terme à ces bouleversements topographiques.

### Le forum sous l'Empire

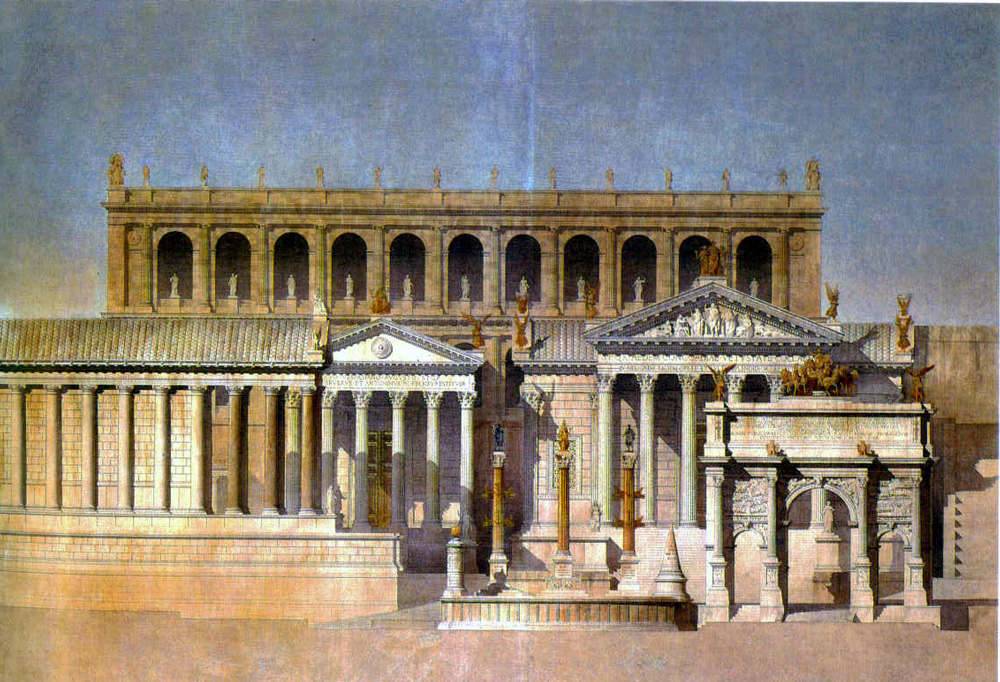
Côté ouest du forum sous l'Empire.

Plus prudent que son père adoptif, Auguste se lance également dans un grand programme d'urbanisme et fait construire le temple de César précédé d'une tribune à l'extrémité sud du forum, achevant de fermer la place. De part et d'autre du temple sont élevés des arcs de triomphe qui servent d'entrées monumentales pour qui accède au forum depuis la Via Sacra ou le Vicus Vestae. Le forum adopte alors sa forme définitive, celle d'un quadrilatère fermé sur ses quatre côtés, entouré sur deux côtés par des portiques (ceux des basiliques Julia et Aemilia) et fermé sur les deux autres par un temple.
Après l'avènement de l'Empire, le forum perd sa fonction politique, les pouvoirs du Sénat devenant de plus en plus faibles. Le centre politique de Rome se déplace alors du forum vers le Palatin où les empereurs font aménager un vaste complexe palatial. Le forum n'est pas délaissé pour autant et s'encombre avec le temps de monuments honorifiques. L'arc de Septime Sévère achève la monumentalisation du côté ouest du forum. La colonne de Phocas est traditionnellement considérée comme le dernier monument érigé sur le forum.

### Moyen Âge
Durant le Haut Moyen Âge, le forum est progressivement laissé à l'abandon à partir du VIIe siècle. La plupart des monuments ne sont plus identifiables dès le VIIIe siècle. Ils sont progressivement ensevelis et laissent la place à des pâturages pour les vaches. Les édifices qui ont été préservés jusqu'à aujourd'hui doivent leur bon état de conservation à leurs transformations en églises qui commencent dès le VIe siècle. Après le VIIIe siècle, les monuments du forum sont démantelés et réaménagés en structures défensives. Après le XIIIe siècle, ces structures sont elles-mêmes détruites et les débris contribuent à élever le niveau du sol. Le retour du pape Urbain V à Rome depuis Avignon en 1367 entraîne un regain d'intérêt pour les ruines du forum : elles illustrent le destin des cultes païens et servent de carrière pour les nouvelles réalisations architecturales. Le forum est alors lentement dépouillé de ses dernières colonnes et statues qui sont détruites dans des fours à chaux afin d'en récupérer le marbre. Le Forum romain qui est depuis longtemps envahi par l'herbe et où on laisse paître des troupeaux de vaches est connu dorénavant sous le nom de Campo Vaccino, jusqu'aux fouilles menées sous Napoléon III.

### Fouilles archéologiques
Des artistes ont déjà réalisé quelques dessins des ruines du forum et des antiquaires ont relevé les fragments des inscriptions au cours du XVIe siècle. Une première tentative de dégagement des ruines est tentée au début du XVIIIe siècle. Mais ce sont les fouilles menées par Carlo Fea et le déblaiement de l'arc de Septime Sévère qui marquent le début de véritables fouilles archéologiques. Le reste du forum est en partie dégagé durant celles ordonnées par Napoléon III.

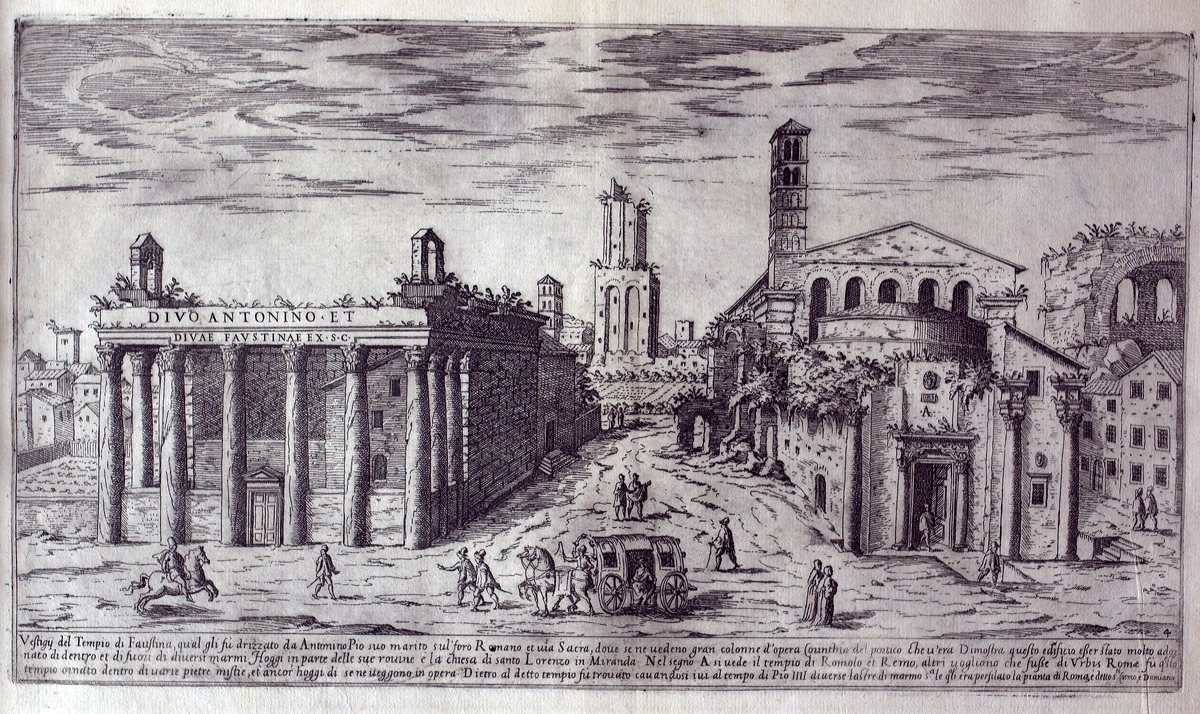
Gravure montrant le niveau d'ensablement du temple d'Antonin et Faustine, Dupérac, 1575.
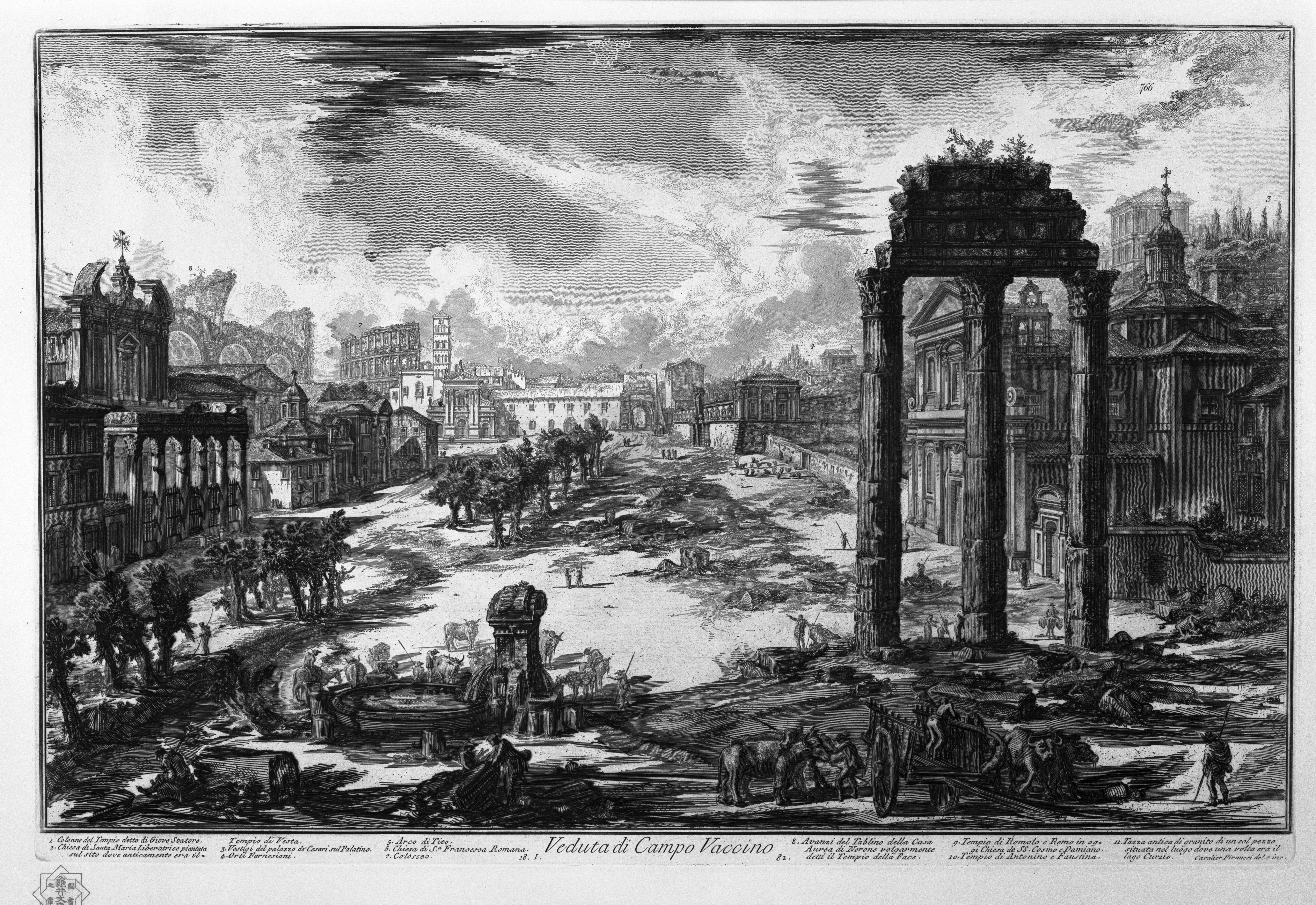
Vestiges du Forum romain avec au premier plan les colonnes du temple des Dioscures, Piranèse, 1748-1774.
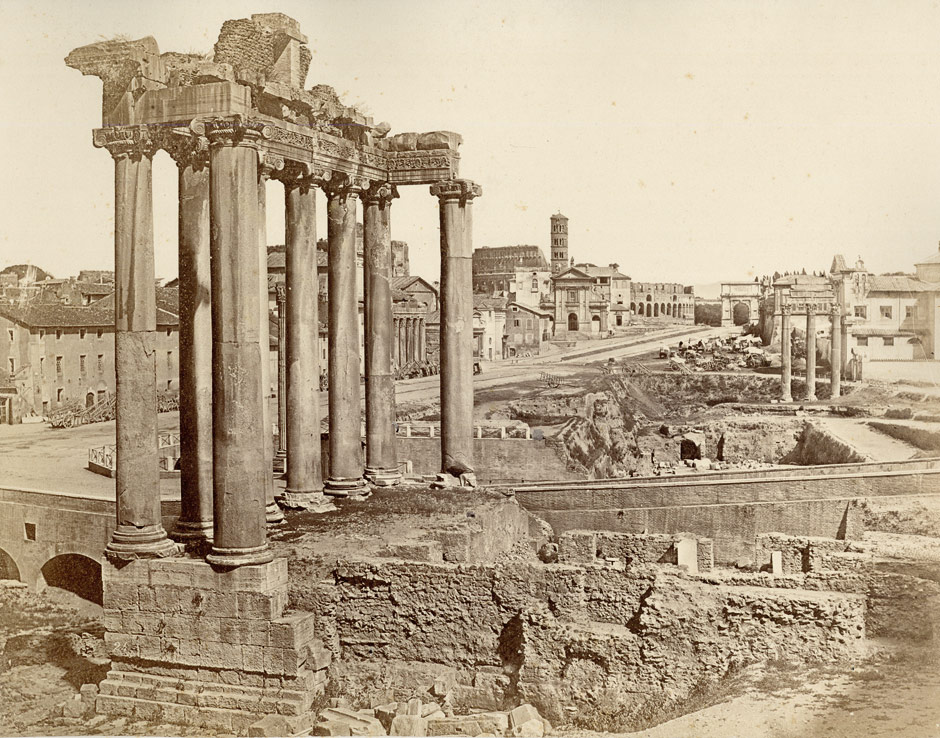
Vue photographique, voirie allant de l'arc de Titus à la montée au Capitole. 1853.
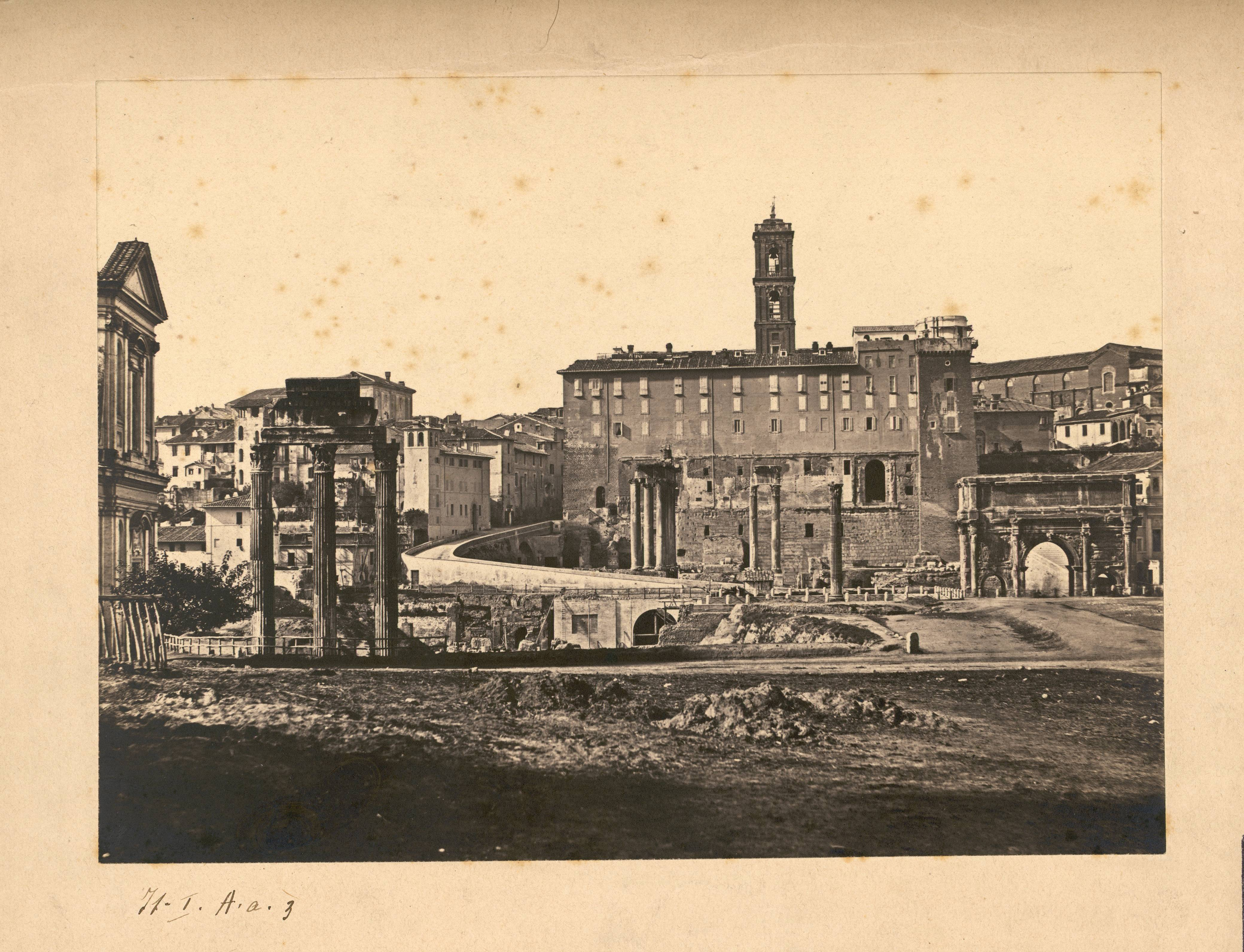
Vue photographique du forum traversé par la voirie montant au Capitole, fin du XIXe siècle.

## Description

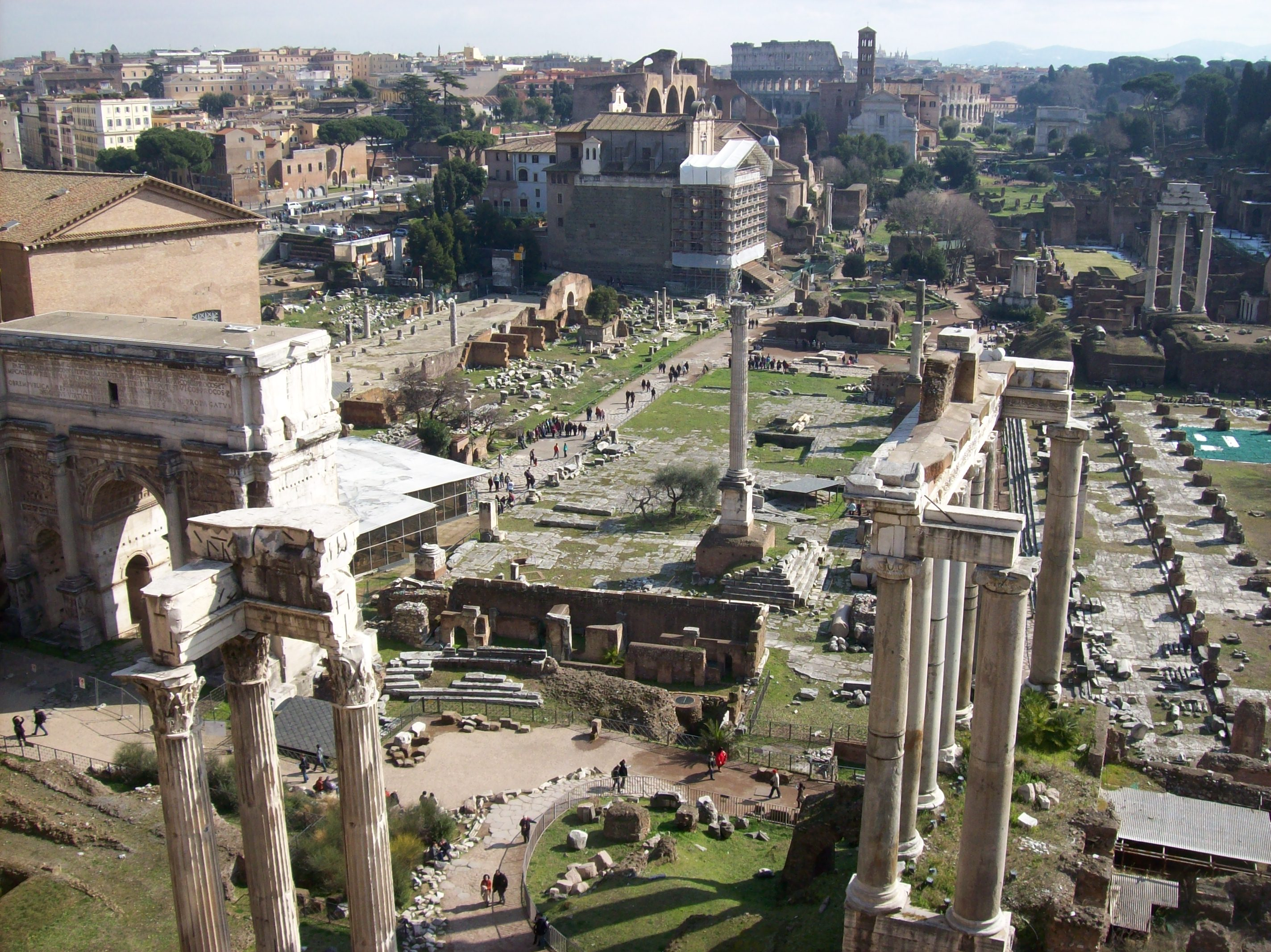
Vue d'ensemble du Forum romain depuis une fenêtre du Palazzo Senatorio.

Vue d'ensemble du forum romain. On voit le forum de Trajan, la basilique Santa Francesca Romana, l'église Santi Luca e Martina, le Tullianum, et l'église San Giuseppe dei Falegnami. Photo novembre 2018.

Contrairement aux forums impériaux qui ont été réalisés chacun par un seul architecte et ordonnés par un seul commanditaire, le Forum romain s'est développé graduellement tout au long de près d'un millénaire. Jusqu'à ce que Sylla, César ou Auguste tentent d'y trouver une cohérence architecturale, la localisation des monuments du forum a donné l'impression d'avoir été choisie au hasard, sans volonté d'obtenir une place structurée. Après l'action organisatrice des hommes forts de la fin de la République, le Forum romain adopte la forme d'un quadrilatère régulier, presque rectangulaire, de 130 à 200 mètres de long sur 50 à 75 mètres de large.
La longueur de la place est orientée selon un axe menant du nord-ouest vers le sud-est. Elle fait communiquer les pentes du Capitole avec la colline de la Velia. Les longs côtés de l'esplanade sont délimités en partie par la basilique Julia au sud et par la basilique Æmilia au nord. Certains adjoignent au forum la zone qui s'étend de la Regia à l'arc de Titus et qui est baptisée Forum Adiectum.
Depuis le forum, on accède au Capitole en suivant le Clivus Capitolinus qui longe le temple de Saturne. Au nord, le forum communique avec le Champ de Mars par un passage étroit, le Clivus Argentarius qui sera élargi par les travaux d'excavation menés au cours du Ier siècle et au début du IIe siècle. De l'autre côté, les deux grandes rues Via Sacra et Via Nova relient le forum à la partie orientale de la ville. Depuis le forum démarre l’Argiletum qui dessert le quartier populaire de Subure. En face, de part et d'autre de la basilique Julia, débouchent le Vicus Iugarius et le Vicus Tuscus.

Le forum romain. Novembre 2018.

| Vicus · Iugarius Vicus · Tuscus Sacra · Via Rostres Graecostasis Comitium Lacus · Servilius Vélabre Subure Arc de · Fabius Puteal · Libonis Tribunal · Aurelium Basilique · Sempronia Tabularium Temple de · la Concorde Temple de · Castor Fontaine de Juturne Temple de · Vesta Regia Basilique · Fulvia puis Æmilia Sanctuaire de Vénus Cloacina Lacus Curtius Temple de · Saturne Curie · Hostilia Basilique · Porcia Tullianum Senaculum Autel de · Saturne Mundus Volcanal Basilique · Opimia |

| Clivus · Capitolinus Vicus · Tuscus Sacra · Via Vélabre Forums · impériaux Basilique · Julia Temple de · Castor Fontaine de Juturne Temple de · Vesta Regia Basilique · Æmilia Sanctuaire de Vénus Cloacina Lacus Curtius Temple · de César Temple · d'Antonin · et Faustine Arc · d'Auguste Curie · Julia Temple de · Saturne Tabularium Carcer Temple de · la Concorde Temple de · Vespasien Portique des · Dieux · Conseillers Rostres Arc de · Septime Sévère Umbilicus Urbis Rostres · de César Lapis niger Milliaire d'or Arc de · Tibère |

### Monuments remarquables

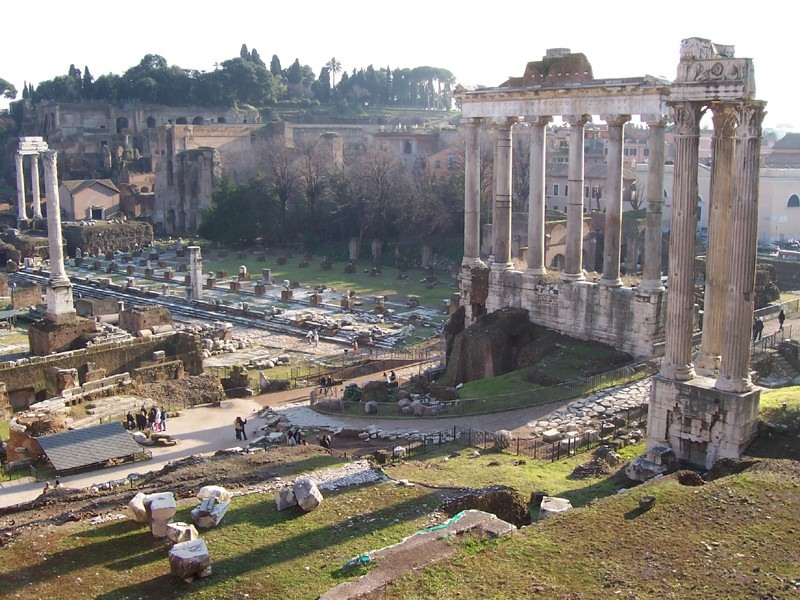
La partie sud-ouest du forum depuis le temple de la Concorde.

À la fin de l'Empire, en arrivant depuis la Via Sacra, on longe d'abord la grande basilique de Maxence et Constantin puis le temple de Romulus et le temple d'Antonin et Faustine qui fait face à la Regia. On passe ensuite sous un des deux arcs d'Auguste qui couvre l'étroit passage entre le temple de César à gauche et la basilique Æmilia à droite. S'ouvre alors l'esplanade du forum, surchargée de monuments honorifiques (statues équestres, bases et colonnes honorifiques, etc.).
À l'extrémité du portique de la basilique Æmilia démarre vers la droite l’Argiletum qui traverse d'abord le Forum Transitorium avant de s'enfoncer dans Subure. La voie est délimitée de l'autre côté de la basilique par la Curie Julia, dont l'orientation est légèrement différente. Plus loin, la prison Mamertine est construite sur les pentes de la colline de l'Arx au sommet de laquelle on accède par un long escalier qui démarre entre la prison et le temple de la Concorde. En avant, s'élève l'arc à trois baies de Septime Sévère. En tournant à gauche derrière l'arc, on emprunte le Clivus Capitolinus qui permet d'accéder à la terrasse du Capitole. Sur la droite, la pente de la colline est occupée par le temple de la Concorde et le temple de Vespasien qui dissimule le soubassement de la grande façade du Tabularium. Le Clivus Capitolinus se rétrécit pour passer entre le temple de Vespasien puis le portique des Dieux Conseillers et le temple de Saturne.

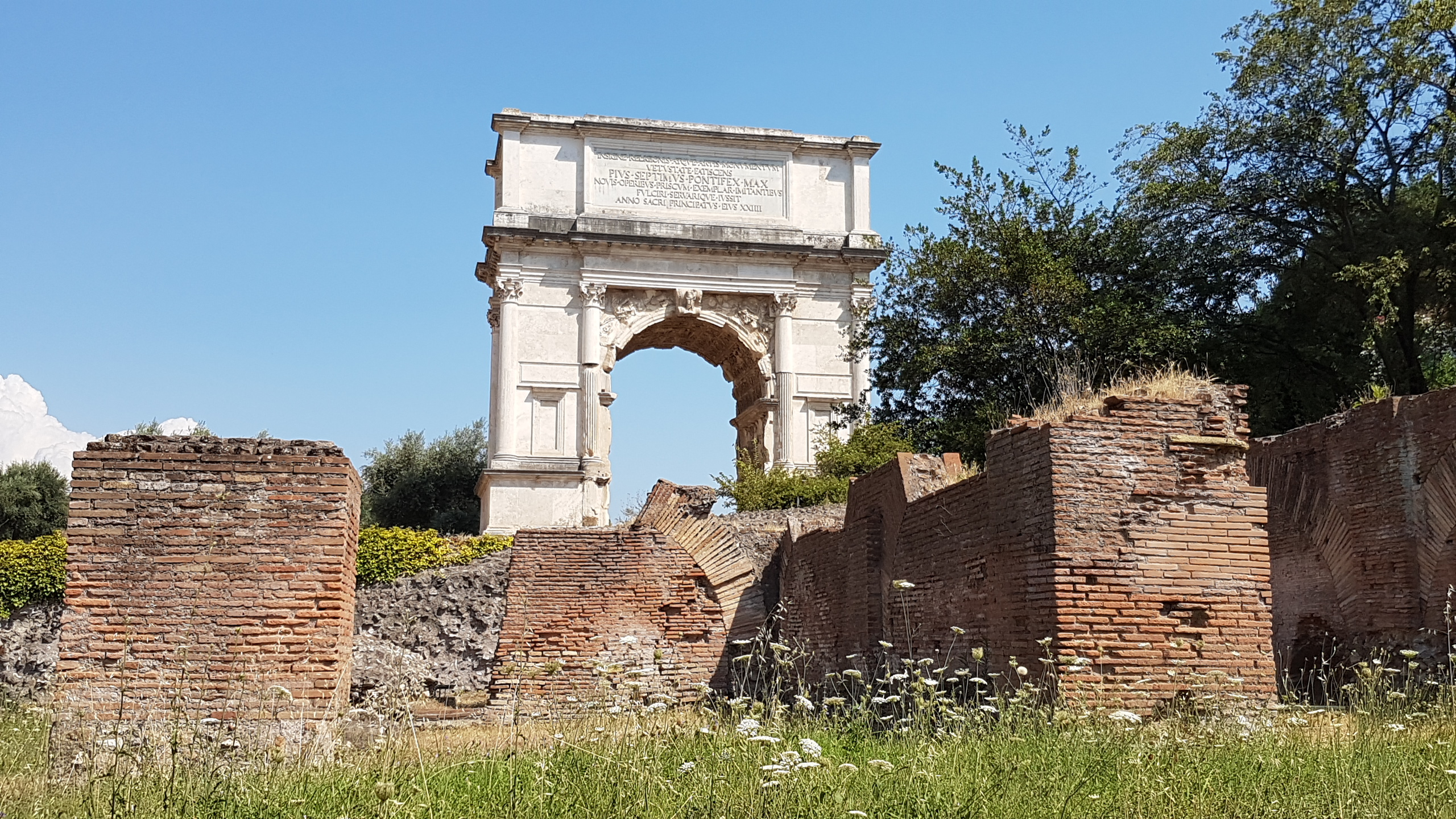
Arc de triomphe de Titus à Rome sur le Forum romain.

En arrivant à hauteur du haut podium du temple de Saturne, on tourne à gauche pour passer entre les Rostres et la basilique Julia. La voie est délimitée d'un côté par le portique de la basilique et de l'autre par la succession de sept grandes colonnes honorifiques. Arrivé au bout du portique, une rue, le Vicus Tuscus s'ouvre à droite et descend vers le Tibre en passant par le Vélabre. En face, un deuxième arc d'Auguste marque une deuxième entrée sur le forum, entre la tribune qui précède le temple des Dioscures et le temple de César. Après avoir franchi cet arc, on se trouve tout près du sanctuaire de Vesta, au pied du Palatin.

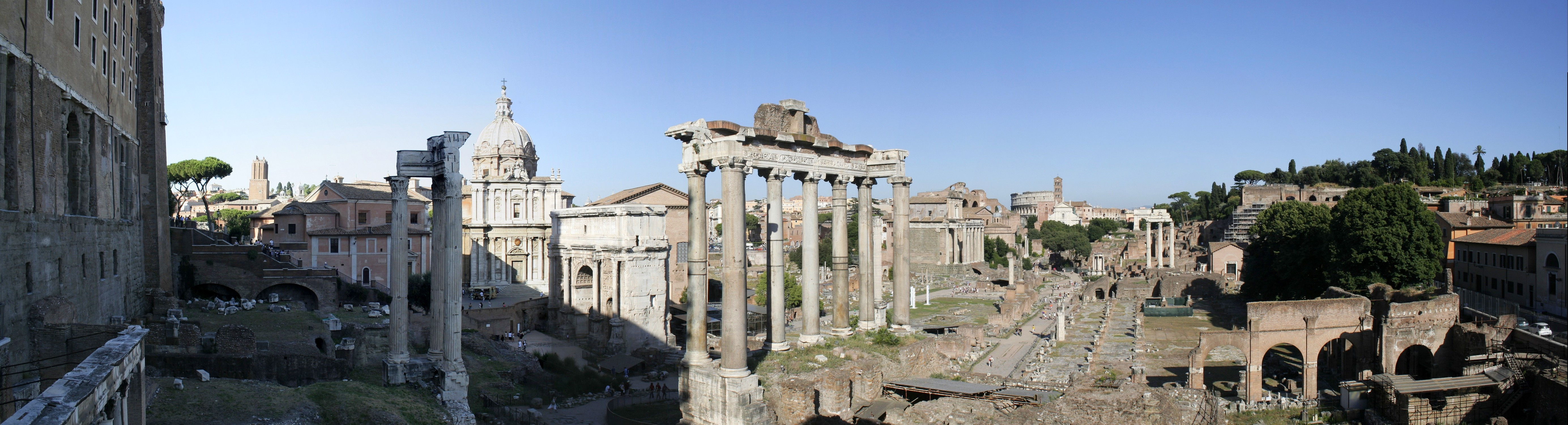
Vue d'ensemble du forum depuis le Capitole.
À gauche, dans l'ombre, le temple de Vespasien, et juste derrière, le temple de la Concorde.
Au centre, le temple de Saturne et l'arc de Septime Sévère. La Curie Julia se trouve juste derrière.
À droite, la basilique Julia. Au fond, le temple des Dioscures (trois colonnes) et le temple d'Antonin et Faustine.
Dans le prolongement de la Via Sacra, le Colisée. À sa droite, on aperçoit l'arc de Titus qui marque l'entrée du Forum Adjectum.

## Représentation

Tableaux de Camille Corot
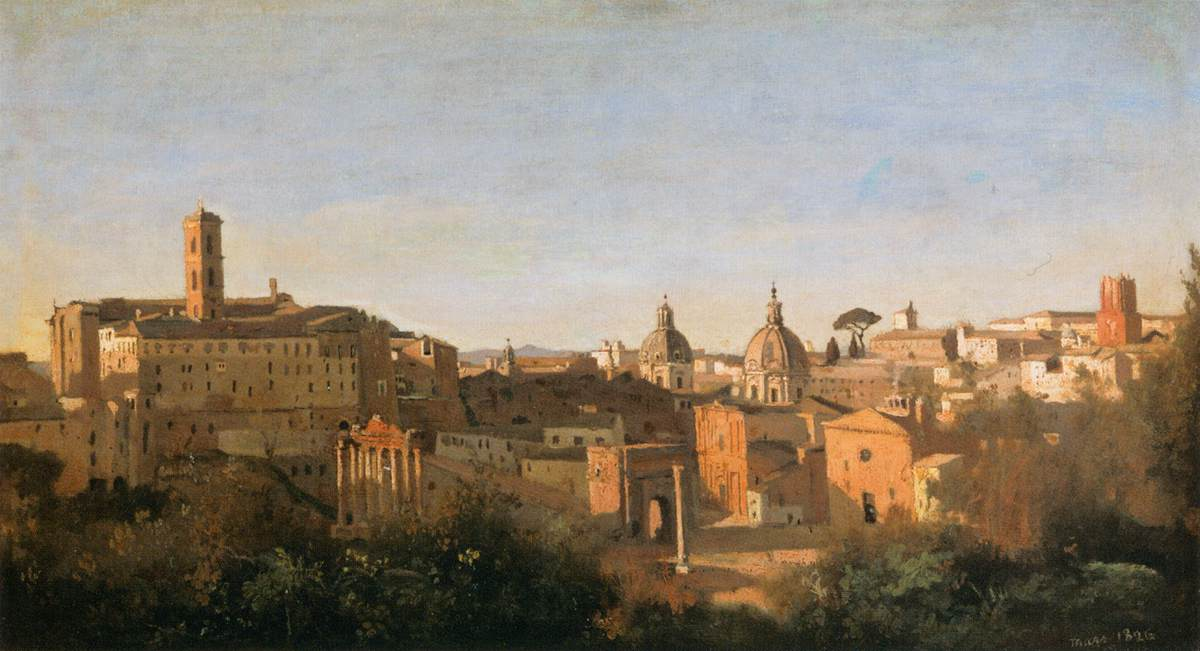
Le Forum vu des jardins Farnèse, 1826, musée du Louvre.
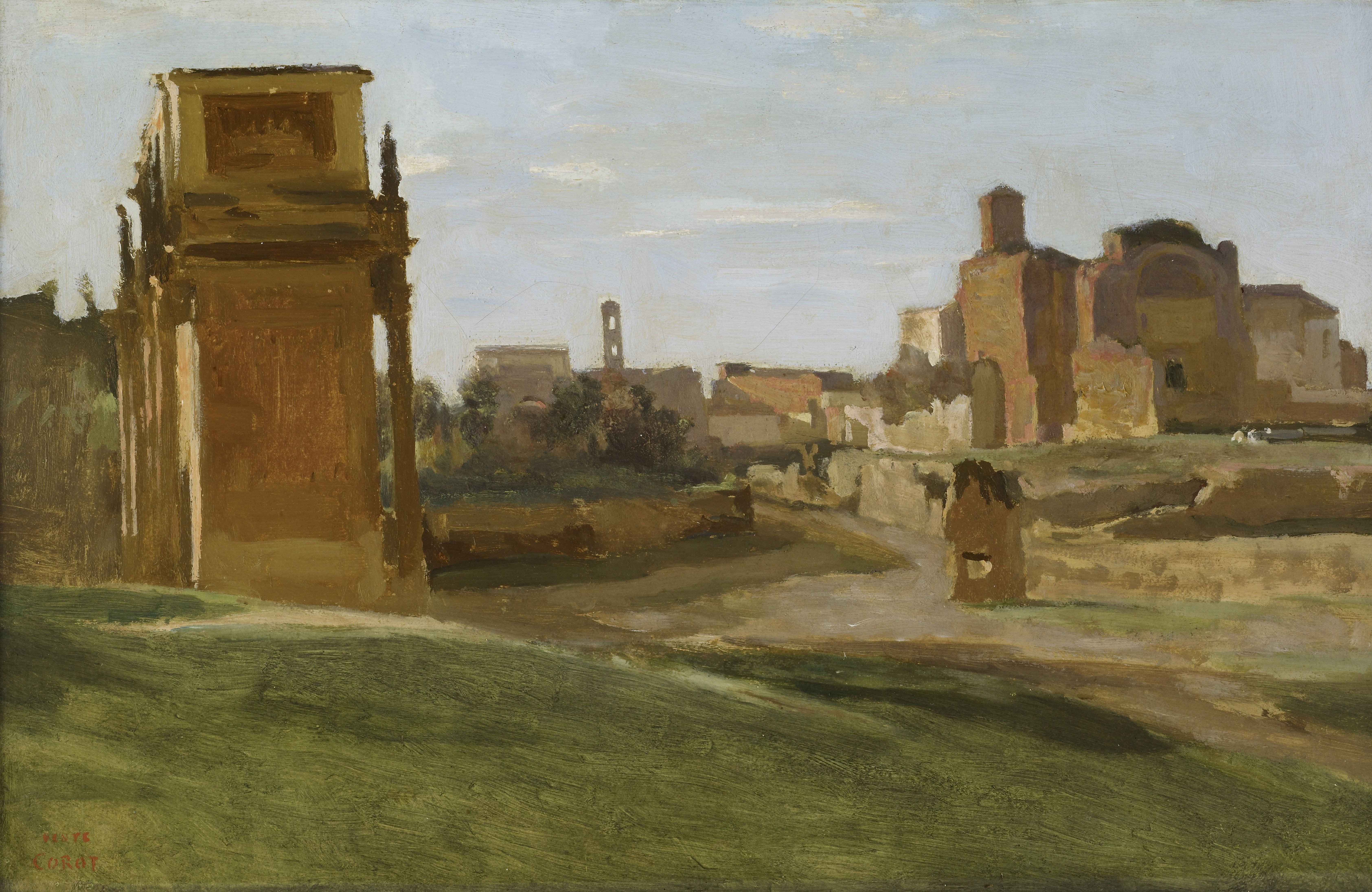
L'Arc de Constantin et le Forum, 1843, The Frick Collection, New York.

### Ouvrages généraux
- (fr) Luc Duret et Jean-Pierre Néraudau, Urbanisme et métamorphose de la Rome antique, Les Belles Lettres, coll. « Realia », 2001
- (en) Filippo Coarelli, Rome and environs : an archaelogical guide, Londres, University of California Press, 2007
- (fr) Bernard Andreae, L’Art de l’ancienne Rome, Mazenod, 1973
- (fr) Pierre Gros, Aurea templa, recherche sur l'architecture religieuse de Rome à l'époque d'Auguste, École française de Rome, 1976
- (en) W.H. Goodyear, Roman and Medieval Art, New York, Macmillan, 1899

### Ouvrages sur le Forum romain
- (fr) Pietro Romanelli, Le Forum romain, Rome, Istituto Poligrafico dello Stato, 1967
- (it) Filippo Coarelli, Il Foro Romano e augustea, Rome, 1985
- (it) Il foro romano, Quasar, 1983, 329 p..
- (it) Il foro romano II, Rome, Quasar, 1986.
- (en) H. Marucchi, The Roman Forum and the Palatine according to the latest discoveries, Paris, Lefebvre, 1905
- (fr) Yves Perrin, Le Forum Romanum sous le règne de Néron : de la place républicaine à la place impériale, Presses universitaires de Saint-Étienne, 2009
- (fr) Yves Perrin, « Le Forum Romanum de César à Domitien », Les Dossiers d'archéologie, no 352,‎ 2012
- (en) D. Watkin, The Roman Forum, Massachusetts, Harvard University Press, 2009
- (en) M. Grant, The Roman Forum, Londres, Weidenfeld & Nicolson, 1970
- (it) Cairoli Fulvio Giuliani, Patrizia Verduchi, L'area centrale del Foro Romano, Florence, Leo S. Olschki, 1987, 192 p., 264 ill., 5 pl. h. t.  (ISBN 88-222-3473-1)